# Tirreno-Adriatico 2008
De Tirreno-Adriatico 2008 was een wielerwedstrijd die van 12 tot en met 18 maart 2008 werd gehouden in Italië. De wedstrijd werd gereden over zeven etappes en in totaal 1122 kilometer. Er werd gestart in Civitavecchia, de laatste etappe eindigde in San Benedetto del Tronto. Titelverdediger was de Duitser Andreas Klöden.

## Etappe-overzicht
| etappe | datum    | start             | finish            | afstand   | winnaar             | klassementsleider |
| ------ | -------- | ----------------- | ----------------- | --------- | ------------------- | ----------------- |
| 1e     | 12 maart | Civitavecchia     | Civitavecchia     | 160 km    | Óscar Freire        | Óscar Freire      |
| 2e     | 13 maart | Civitavecchia     | Gubbio            | 203 km    | Raffaele Illiano    | Enrico Gasparotto |
| 3e     | 14 maart | Gubbio            | Montelupone       | 195 km    | Joaquím Rodríguez   | Niklas Axelsson   |
| 4e     | 15 maart | Porto Recanati    | Civitanova Marche | 167 km    | Alessandro Petacchi | Niklas Axelsson   |
| 5e     | 16 maart | Macerata          | Recanati          | 26 km (t) | Fabian Cancellara   | Fabian Cancellara |
| 6e     | 17 maart | Civitanova Marche | Castelfidardo     | 196 km    | Óscar Freire        | Fabian Cancellara |
| 7e     | 18 maart | San Benedetto     | San Benedetto     | 176 km    | Francesco Chicchi   | Fabian Cancellara |

## Etappe-uitslagen

### 1e etappe
Óscar Freire won de etappe, die eindigde in een massasprint. Alessandro Petacchi en José Joaquín Rojas werden respectievelijk tweede en derde.
| Uitslag etappe | Uitslag etappe       | Uitslag etappe | Uitslag etappe |
| rang           | renner               | land           | tijd           |
| -------------- | -------------------- | -------------- | -------------- |
| 1              | Óscar Freire         | Spanje         | 4u10'01"       |
| 2              | Alessandro Petacchi  | Italië         | z.t.           |
| 3              | José Joaquín Rojas   | Spanje         | z.t.           |
| 4              | Erik Zabel           | Duitsland      | z.t.           |
| 5              | Baden Cooke          | Australië      | z.t.           |
| 6              | Sébastien Chavanel   | Frankrijk      | z.t.           |
| 7              | Gerald Ciolek        | Duitsland      | z.t.           |
| 8              | Robbie McEwen        | Australië      | z.t.           |
| 9              | Matti Breschel       | Denemarken     | z.t.           |
| 10             | Tiziano Dall'Antonia | Italië         | z.t.           |

| Tussenstand algemeen klassement | Tussenstand algemeen klassement | Tussenstand algemeen klassement | Tussenstand algemeen klassement |
| rang                            | renner                          | land                            | tijd                            |
| ------------------------------- | ------------------------------- | ------------------------------- | ------------------------------- |
| 1                               | Óscar Freire                    | Spanje                          | 4u09'51"                        |
| 2                               | Alessandro Petacchi             | Italië                          | op 4”                           |
| 3                               | José Joaquín Rojas              | Spanje                          | 6”                              |
| 4                               | Michail Ignatiev                | Rusland                         | 7”                              |
| 5                               | Joeri Krivtsov                  | Oekraïne                        | 8”                              |
| 6                               | Markus Fothen                   | Duitsland                       | 9”                              |
| 7                               | Erik Zabel                      | Duitsland                       | 10”                             |
| 8                               | Baden Cooke                     | Australië                       | z.t.                            |
| 9                               | Sébastien Chavanel              | Frankrijk                       | z.t.                            |
| 10                              | Gerald Ciolek                   | Duitsland                       | z.t.                            |

### 2e etappe
Op 25 kilometer sprongen zes renners uit het peloton dat hen liet begaan.Met zijn vijven spurtten ze voor winst. Hoewel, Riccardo Riccò's ketting viel af en die smeet zijn fiets letterlijk over de finish.Raffaele Illiano bleek in de spurt net iets sterker dan Enrico Gasparotto.
| Uitslag etappe | Uitslag etappe      | Uitslag etappe | Uitslag etappe |
| rang           | renner              | land           | tijd           |
| -------------- | ------------------- | -------------- | -------------- |
| 1              | Raffaele Illiano    | Italië         | 5u01'40"       |
| 2              | Enrico Gasparotto   | Italië         | z.t.           |
| 3              | Niklas Axelsson     | Zweden         | op 3"          |
| 4              | Linus Gerdemann     | Duitsland      | 9"             |
| 5              | Riccardo Riccò      | Italië         | 17"            |
| 6              | Eros Capecchi       | Italië         | z.t.           |
| 7              | Filippo Pozzato     | Italië         | 32"            |
| 8              | Alessandro Ballan   | Italië         | z.t.           |
| 9              | Emanuele Sella      | Italië         | z.t.           |
| 10             | Daniele Pietropolli | Italië         | z.t.           |

| Tussenstand algemeen klassement | Tussenstand algemeen klassement | Tussenstand algemeen klassement | Tussenstand algemeen klassement |
| rang                            | renner                          | land                            | tijd                            |
| ------------------------------- | ------------------------------- | ------------------------------- | ------------------------------- |
| 1                               | Enrico Gasparotto               | Italië                          | 9u11'05"                        |
| 2                               | Niklas Axelsson                 | Zweden                          | op 2”                           |
| 3                               | Linus Gerdemann                 | Duitsland                       | 6”                              |
| 4                               | Riccardo Riccò                  | Italië                          | 23”                             |
| 5                               | Eros Capecchi                   | Italië                          | z.t.                            |
| 6                               | Danilo Di Luca                  | Italië                          | 36”                             |
| 7                               | Markus Fothen                   | Duitsland                       | 37”                             |
| 8                               | Luis Pasamontes                 | Spanje                          | 38"                             |
| 9                               | Luca Mazzanti                   | Italië                          | z.t.                            |
| 10                              | Alessandro Ballan               | Italië                          | z.t.                            |

### 3e etappe
| Uitslag etappe | Uitslag etappe    | Uitslag etappe | Uitslag etappe |
| rang           | renner            | land           | tijd           |
| -------------- | ----------------- | -------------- | -------------- |
| 1              | Joaquím Rodríguez | Spanje         | 4u44'59"       |
| 2              | Danilo Di Luca    | Italië         | op 12"         |
| 3              | Niklas Axelsson   | Zweden         | z.t.           |
| 4              | Thomas Lövkvist   | Zweden         | z.t.           |
| 5              | Leonardo Piepoli  | Italië         | 17"            |
| 6              | Enrico Gasparotto | Italië         | 22"            |
| 7              | Markus Fothen     | Duitsland      | 23"            |
| 8              | Tadej Valjavec    | Slovenië       | 26"            |
| 9              | Emanuele Sella    | Italië         | z.t.           |
| 10             | Fabian Cancellara | Zwitserland    | z.t.           |

| Tussenstand algemeen klassement | Tussenstand algemeen klassement | Tussenstand algemeen klassement | Tussenstand algemeen klassement |
| rang                            | renner                          | land                            | tijd                            |
| ------------------------------- | ------------------------------- | ------------------------------- | ------------------------------- |
| 1                               | Niklas Axelsson                 | Zweden                          | 13u56'14"                       |
| 2                               | Enrico Gasparotto               | Italië                          | op 10"                          |
| 3                               | Joaquím Rodríguez               | Spanje                          | 18"                             |
| 4                               | Linus Gerdemann                 | Duitsland                       | 24"                             |
| 5                               | Danilo Di Luca                  | Italië                          | 32"                             |
| 6                               | Thomas Lövkvist                 | Zweden                          | 40"                             |
| 7                               | Markus Fothen                   | Duitsland                       | 50"                             |
| 8                               | Emanuele Sella                  | Italië                          | 54"                             |
| 9                               | Tadej Valjavec                  | Slovenië                        | z.t.                            |
| 10                              | Fabian Cancellara               | Zwitserland                     | z.t.                            |

### 4e etappe
| Uitslag etappe | Uitslag etappe      | Uitslag etappe | Uitslag etappe |
| rang           | renner              | land           | tijd           |
| -------------- | ------------------- | -------------- | -------------- |
| 1              | Alessandro Petacchi | Italië         | 3u59'58"       |
| 2              | Óscar Freire        | Spanje         | z.t.           |
| 3              | Filippo Pozzato     | Italië         | z.t.           |
| 4              | Gerald Ciolek       | Duitsland      | z.t.           |
| 5              | José Joaquín Rojas  | Spanje         | z.t.           |
| 6              | Daniele Pietropolli | Italië         | z.t.           |
| 7              | Enrico Gasparotto   | Italië         | z.t.           |
| 8              | Maximiliano Richeze | Argentinië     | z.t.           |
| 9              | Heinrich Haussler   | Duitsland      | z.t.           |
| 10             | Tom Boonen          | België         | z.t.           |

| Tussenstand algemeen klassement | Tussenstand algemeen klassement | Tussenstand algemeen klassement | Tussenstand algemeen klassement |
| rang                            | renner                          | land                            | tijd                            |
| ------------------------------- | ------------------------------- | ------------------------------- | ------------------------------- |
| 1                               | Niklas Axelsson                 | Zweden                          | 17u56'12"                       |
| 2                               | Enrico Gasparotto               | Italië                          | op 10"                          |
| 3                               | Joaquím Rodríguez               | Spanje                          | 18"                             |
| 4                               | Linus Gerdemann                 | Duitsland                       | 24"                             |
| 5                               | Danilo Di Luca                  | Italië                          | 32"                             |
| 6                               | Thomas Lövkvist                 | Zweden                          | 40"                             |
| 7                               | Markus Fothen                   | Duitsland                       | 50"                             |
| 8                               | Emanuele Sella                  | Italië                          | 54"                             |
| 9                               | Tadej Valjavec                  | Slovenië                        | z.t.                            |
| 10                              | Fabian Cancellara               | Zwitserland                     | z.t.                            |

### 5e etappe
| Uitslag etappe | Uitslag etappe    | Uitslag etappe   | Uitslag etappe |
| rang           | renner            | land             | tijd           |
| -------------- | ----------------- | ---------------- | -------------- |
| 1              | Fabian Cancellara | Zwitserland      | 33'41"         |
| 2              | David Zabriskie   | Verenigde Staten | op 22"         |
| 3              | Thomas Lövkvist   | Zweden           | 54"            |
| 4              | Markus Fothen     | Duitsland        | 57"            |
| 5              | Enrico Gasparotto | Italië           | 1'00"          |
| 6              | Michail Ignatiev  | Rusland          | 1'08"          |
| 7              | Gustav Larsson    | Zweden           | 1'12"          |
| 8              | Linus Gerdemann   | Duitsland        | 1'16"          |
| 9              | Manuel Quinziato  | Italië           | z.t.           |
| 10             | Stijn Devolder    | België           | 1'20"          |

| Tussenstand algemeen klassement | Tussenstand algemeen klassement | Tussenstand algemeen klassement | Tussenstand algemeen klassement |
| rang                            | renner                          | land                            | tijd                            |
| ------------------------------- | ------------------------------- | ------------------------------- | ------------------------------- |
| 1                               | Fabian Cancellara               | Zwitserland                     | 18u30'47"                       |
| 2                               | Enrico Gasparotto               | Italië                          | op 16"                          |
| 3                               | Thomas Lövkvist                 | Zweden                          | 40"                             |
| 4                               | Linus Gerdemann                 | Duitsland                       | 46"                             |
| 5                               | Markus Fothen                   | Duitsland                       | 53"                             |
| 6                               | Niklas Axelsson                 | Zweden                          | 1'32"                           |
| 7                               | Gustav Larsson                  | Zweden                          | 1'36"                           |
| 8                               | Filippo Pozzato                 | Italië                          | 1'50"                           |
| 9                               | Alessandro Ballan               | Italië                          | 1'51"                           |
| 10                              | Tadej Valjavec                  | Slovenië                        | 1'53"                           |

### 6e etappe
| Uitslag etappe | Uitslag etappe    | Uitslag etappe | Uitslag etappe |
| rang           | renner            | land           | tijd           |
| -------------- | ----------------- | -------------- | -------------- |
| 1              | Óscar Freire      | Spanje         | 4u46'44"       |
| 2              | Filippo Pozzato   | Italië         | z.t.           |
| 3              | Danilo Di Luca    | Italië         | z.t.           |
| 4              | Giovanni Visconti | Italië         | z.t.           |
| 5              | Tadej Valjavec    | Slovenië       | z.t.           |
| 6              | Thomas Lövkvist   | Zweden         | z.t.           |
| 7              | Emanuele Sella    | Italië         | z.t.           |
| 8              | José Serpa        | Colombia       | z.t.           |
| 9              | Niklas Axelsson   | Zweden         | z.t.           |
| 10             | Markus Fothen     | Duitsland      | z.t.           |

| Tussenstand algemeen klassement | Tussenstand algemeen klassement | Tussenstand algemeen klassement | Tussenstand algemeen klassement |
| rang                            | renner                          | land                            | tijd                            |
| ------------------------------- | ------------------------------- | ------------------------------- | ------------------------------- |
| 1                               | Fabian Cancellara               | Zwitserland                     | 18u30'47"                       |
| 2                               | Enrico Gasparotto               | Italië                          | op 16"                          |
| 3                               | Thomas Lövkvist                 | Zweden                          | 40"                             |
| 4                               | Markus Fothen                   | Duitsland                       | 53"                             |
| 5                               | Niklas Axelsson                 | Zweden                          | 1'32"                           |
| 6                               | Gustav Larsson                  | Zweden                          | 1'36"                           |
| 7                               | Filippo Pozzato                 | Italië                          | 1'44"                           |
| 8                               | Alessandro Ballan               | Italië                          | 1'51"                           |
| 9                               | Tadej Valjavec                  | Slovenië                        | 1'53"                           |
| 10                              | Ryder Hesjedal                  | Canada                          | z.t.                            |

### 7e etappe
| Uitslag etappe | Uitslag etappe      | Uitslag etappe      | Uitslag etappe |
| rang           | renner              | land                | tijd           |
| -------------- | ------------------- | ------------------- | -------------- |
| 1              | Francesco Chicchi   | Italië              | 4u50'50"       |
| 2              | Danilo Napolitano   | Italië              | z.t.           |
| 3              | Mark Cavendish      | Verenigd Koninkrijk | z.t.           |
| 4              | Robbie McEwen       | Australië           | z.t.           |
| 5              | Danilo Hondo        | Duitsland           | z.t.           |
| 6              | Maximiliano Richeze | Argentinië          | z.t.           |
| 7              | Aljaksandr Oesaw    | Wit-Rusland         | z.t.           |
| 8              | José Joaquín Rojas  | Spanje              | z.t.           |
| 9              | Erik Zabel          | Duitsland           | z.t.           |
| 10             | Baden Cooke         | Australië           | z.t.           |

## Eindklassementen
| Puntenklassement |                     |                 |        |
| Plaats           | Naam                | Ploeg           | Punten |
| Groene trui      | Óscar Freire        | Rabobank        | 34     |
| 2                | Enrico Gasparotto   | Team Barloworld | 29     |
| 3                | Alessandro Petacchi | Team Milram     | 24     |

| Bergklassement |                |                   |        |
| Plaats         | Naam           | Ploeg             | Punten |
| Rode trui      | Lloyd Mondory  | AG2R La Mondiale  | 16     |
| 2              | Juan José Oroz | Euskaltel-Euskadi | 15     |
| 3              | Renaud Dion    | AG2R La Mondiale  | 11     |

| Jongerenklassement |                     |                         |           |
| Plaats             | Naam                | Ploeg                   | Tijd      |
| Witte trui         | Thomas Lövkvist     | Team Columbia-High Road | 28u09'01" |
| 2                  | Giovanni Visconti   | Quick Step              | + 3' 20"  |
| 3                  | Sebastian Langeveld | Rabobank                | + 8' 20"  |

| Ploegenklassement |                         |           |
| Plaats            | Ploeg                   | Tijd      |
|                   | Team Columbia-High Road | 84u30'51" |
| 2                 | Diquigiovanni - Androni | + 02' 44" |
| 3                 | Caisse d'Epargne        | + 03' 37" |

1966 · 1967 · 1968 · 1969 · 1970 · 1971 · 1972 · 1973 · 1974 · 1975 · 1976 · 1977 · 1978 · 1979 · 1980 · 1981 · 1982 · 1983 · 1984 · 1985 · 1986 · 1987 · 1988 · 1989 · 1990 · 1991 · 1992 · 1993 · 1994 · 1995 · 1996 · 1997 · 1998 · 1999 · 2000 · 2001 · 2002 · 2003 · 2004 · 2005 · 2006 · 2007 · 2008 · 2009 · 2010 · 2011 · 2012 · 2013 · 2014 · 2015 · 2016 · 2017 · 2018 · 2019 · 2020 · 2021 · 2022 · 2023 · 2024· 2025